# Herb Bałtyjska

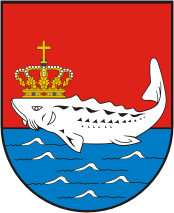
Herb Bałtyjska

Herb Bałtyjska został zaprojektowany w XVIII wieku. Nieznany jest jego autor. W 1916 wykonano w nim drobne zmiany, lecz w 1993 przywrócono mu postać pierwotną. Przedstawia on jesiotra w koronie pływającego po morzu na czerwonym tle.